# 余晓晖
余晓晖（？—），男，汉族，中华人民共和国政治人物。现任中国信息通信研究院院长、党委副书记，教授级高级工程师。第十四届全国政协委员。